# Alucita illuminatrix
Alucita illuminatrix là một loài bướm đêm thuộc họ Alucitidae. Loài này có ở Cameroon.